# جزیره آگیلکیا

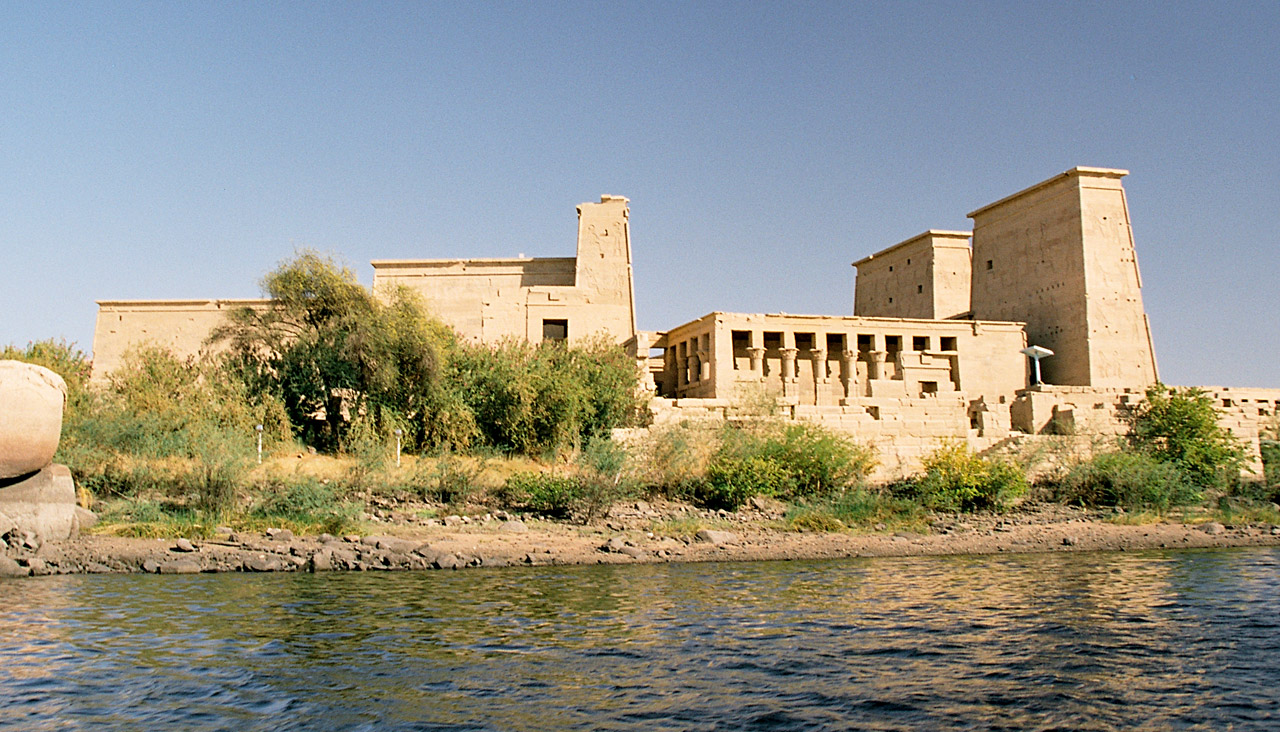

جزیره آگیلکیا (انگلیسی: Agilkia Island) جزیره‌ای است در امتداد رودخانه رود نیل در جنوب مصر در مصر باستان در آن یک معبد مصری وجود دارد. این معبد در سال ۱۹۶۰ به عنوان بخشی از یک پروژه یونسکو قرار گرفت.